# ヴルカノドン科
ヴルカノドン科（ヴルカノドンか、学名 Vulcanodontidae）は、前期ジュラ紀の竜脚類恐竜の分類群。ツーチョンゴサウルス、バラパサウルス、タゾウダサウルス、およびヴルカノドンはヴルカノドン科と呼ばれる基盤的竜脚類の自然な基部系統を形成している可能性がある。基盤的ヴルカノドン科には、既知されている最も初期に近い竜脚類の例のいくつかが含まれる。ヴルカノドン科という科の名は、1984年に M.R.クーパー によって命名された。1995年にハントらは、この科がバラパサウルス科と同義であるという意見を発表した。この科に特有の重要な形態学的特徴の1つは、異常に狭い仙骨である。